# Ribolla Gialla
Ribolla Gialla ist eine alte autochthone Weißweinsorte aus Friaul-Julisch Venetien und Slowenien, die zur kleinen Familie der Ribolla-Reben zählt. Zeichen für den Anbau reichen bis ins Jahr 1300 zurück, aber schon die Römer sollen sie unter dem Namen Evola gekannt haben. Die Sorte war bis ins 19. Jahrhundert sehr beliebt und weit verbreitet, nach der Reblaus-Katastrophe ging der Bestand aber stark zurück. Empfohlen ist ihr Anbau in den ehemaligen italienischen Provinzen Gorizia, Pordenone und Udine. In den 1990er Jahren lag die bestockte Rebfläche bei 78 Hektar.
Die Sorte wird fast ausschließlich in der hügeligen Grenzregion zwischen Italien und Slowenien – von Tarcento über den Karst bis nach Istrien – angebaut. In der Ebene hat sie sich nie verbreitet, da sich die fruchtbaren Böden nicht für den Anbau der wüchsigen Sorte eignen.
Es gibt auch eine Ribolla verde, die aber aufgrund der mäßigen Qualität des Weines nur sehr selten angebaut wird.
Siehe auch die Artikel Weinbau in Italien, Weinbau in Griechenland, Weinbau in Kroatien und Weinbau in Slowenien sowie die Liste von Rebsorten.

## Ampelographische Sortenmerkmale
In der Ampelographie wird der Habitus folgendermaßen beschrieben:
- Die Triebspitze ist offen. Sie ist weiß-gelblich und wollig behaart. Die hellgrünen Jungblätter sind schwach behaart und mit leicht bronzefarbenem Anflug versehen.
- Die mittelgroßen Blätter sind nicht gebuchtet oder aber dreilappig und schwach gebuchtet. Die Stielbucht ist offen. Das Blatt ist stumpf gezahnt. Die Zähne sind im Vergleich der Rebsorten mittelgroß.
- Die walzen- bis konusförmige Traube ist geschultert, klein bis mittelgroß und mäßig dichtbeerig. Die rundlichen (manchmal leicht länglichen) Beeren sind mittelgroß und von gelber Farbe. Das Aroma der Beere ist recht neutral und leicht adstringierend.

Die Rebsorte reift ca. 30 Tage nach dem Gutedel und ist somit selbst für norditalienische Verhältnisse spät reifend.

## Verwendung in Weinen
Der aus der Ribolla-Traube gewonnene Weißwein ist im Allgemeinen ein leichter Wein mit hohem Säuregehalt und blumigen Noten. Viele Erzeuger in den Regionen Friuli Collio, Collio Goriziano und Vipavatal vergären die Sorte mit ihren Schalen, um einen substanzielleren Stil zu erzeugen. Im Friaul haben Weine aus den südlichen Regionen etwas mehr Körper als Weine aus den zentralen Regionen.

## Synonyme
Die Rebsorte Ribolla Gialla ist auch unter den Namen: Arbula Bijela, Avola, Erbula, Gargania, Garganica, Garganija, Garganja, Glera, Gorganica, Goricka Ribola, Grganc, Jarbola, Jerbula, Jerbulovina, Orbola, Pignolo, Prosecker Reinfall, Rabiola, Rabola, Rabolla, Rabolla Dzhalla di Rozatsio, Rabuele, Raibola, Rebolla, Reboula Jaune, Rebula, Rebula Bela, Rebula Rumena, Rebula Zuta, Refosco Bianco, Ribola, Ribola Bianco, Ribola Bijela, Ribola Djiala, Ribolla, Ribolla Bianca, Ribolla di Rosazzo, Ribolla Dzhalla, Ribolla Gialla di Rosazz, Ribolla Gialla di Rosazzo, Ribolla Rossa, Ribollat, Ribuela, Ribuele, Ribuele Zale, Ribula Zuta, Ribuole, Robolla, Rosazzo, Rubolla, Rumena Rebula, Teran Bijeli, Vibacum und Zelena Rebula bekannt.